# Fortunat Bergant
Fortunat Bergant (Mekinje, 6 settembre 1721 – Lubiana, 31 marzo 1769) è stato un pittore sloveno, uno dei più importanti esponenti del Barocco della sua nazione.

## Biografia

Uomo con pretzel (1761), olio su tela, 74 x 57 cm, Lubiana, Galleria nazionale della Slovenia

Studente dell'Accademia di San Luca a Roma, non ebbe un proprio studio ma lavorò principalmente per diverse famiglie illustri, come Rasp, Erberg, Codelli e Taufferer. Fu autore di pitture a tema religioso, ma anche di ritratti di alcuni aristocratici a lui contemporanei caratterizzati da grande introspezione psicologica.
Si ispirò ai pittori barocchi sloveni Valentin Metzinger e Franc Jelovšek e agli scultori attivi a Lubiana negli anni trenta e quaranta del Settecento, come Francesco Robba e alcuni intagliatori anonimi francescani. È evidente anche l'influenza artistica di pittori romani come Carlo Maratta, Pompeo Batoni e Anton Raphael Mengs.

## Opere
La Galleria nazionale della Slovenia conserva le seguenti opere di Bergant:
- L'abate di Kostanjevica, Leopold Busseth (Buset) (dopo il 1760)
- Il barone Wolfgang Daniel Erberg (dopo il 1761)
- Ana Marija, baronessa Erberg
- Teresa, baronessa Erberg
- San Giuseppe (1763)
- Uomo con pretzel (1761)
- Il cacciatore di uccelli (1761)